# 小行星18773
小行星18773（18773 Bredehoft）是一颗绕太阳运转的小行星，为主小行星带小行星。该小行星于1999年5月10日发现。

## 轨道参数
小行星18773的轨道半长轴为2.2556249 UA，离心率为0.069。